# RIM-7 Sea Sparrow
Il RIM-7 Sea Sparrow è un missile superficie-aria, versione navalizzata (destinata all'impiego imbarcato) del missile aria-aria AIM-7 Sparrow.

## Sviluppo
Quando all'inizio degli anni Sessanta si volle sviluppare un missile superficie-aria per l'utilizzo a bordo delle navi, si prese in considerazione di utilizzare sistemi d'arma già esistenti, e di modificarli per questo scopo. Si esaminò quindi, come prima possibilità, l'utilizzo del MIM-46 Mauler. Sfortunatamente nel 1965 questo progetto fu cancellato, e si dovette ripiegare su un'altra opzione. Si decise quindi di scegliere l'AIM-7E e di utilizzarlo come base per il progetto.

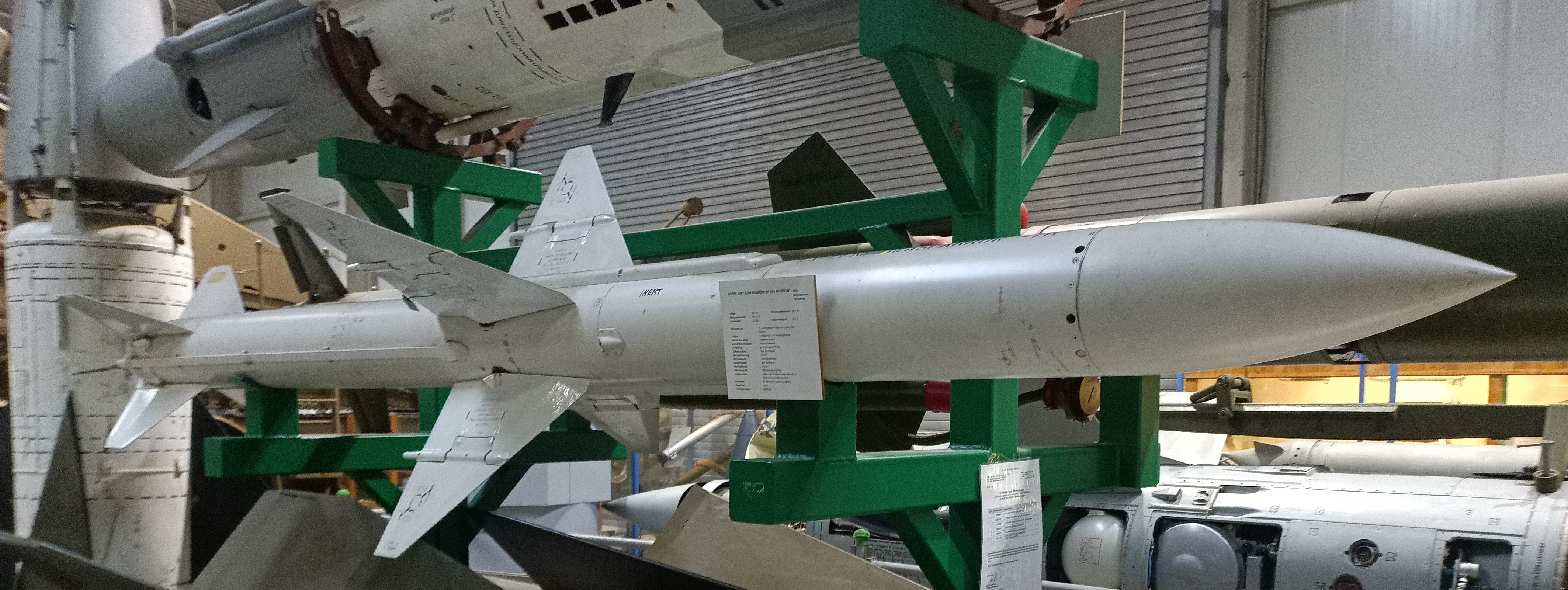
Il missile Sea Sparrow inquadrato da vicino.

Il risultato fu lo Sparrow in versione navalizzata, chiamato Sea Sparrow. Esso dovette però rivaleggiare per un certo periodo con il Sea Cat, ma con la sua superiorità di massa e potenza prevalse facilmente, sebbene molto meno adatto per la difesa a distanza davvero ridotte. Come lo Sparrow originale il sistema di guida radar era semiattiva (SARH), e consisteva quindi in un radar montato sulla nave che illuminava il bersaglio seguito dal missile.

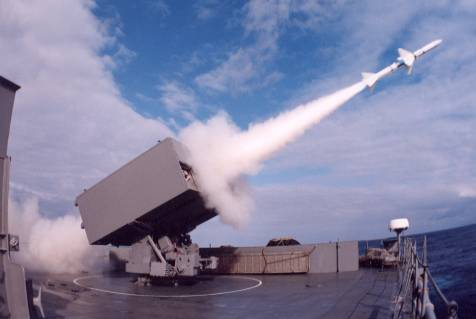
Lancio di un Sea Sparrow da un lanciatore Mk 25 con la tipica forma di parallelepipedo.

Nella sua lunga storia lo Sparrow ha avuto molte versioni, corrispondenti ai missili AIM-7E, F, M, P, che potevano vantare quote di ingaggio che arrivavano fino ai 15.000 metri e raggio d'azione che si aggirava tra i 15 ed i 22 km. Tuttavia la quota minima nelle prime versioni non fu mai inferiore ai 30 metri, e così il RIM-7E è stato sostituito dal RIM-7F, dotato di spoletta idonea per operare a quote di 15 metri o meno, mentre il Sea Sparrow RIM-7M ha avuto un ulteriore miglioramento della quota minima fino a 8 metri. 
Il sistema di lancio inizialmente era un semplice parallelepipedo,  poi venne sostituito da un lanciatore provvisto di una rampa a 8 celle con 2 bracci per 4 missili ciascuno, al quale si aggiungevano radar di guida di vario genere.

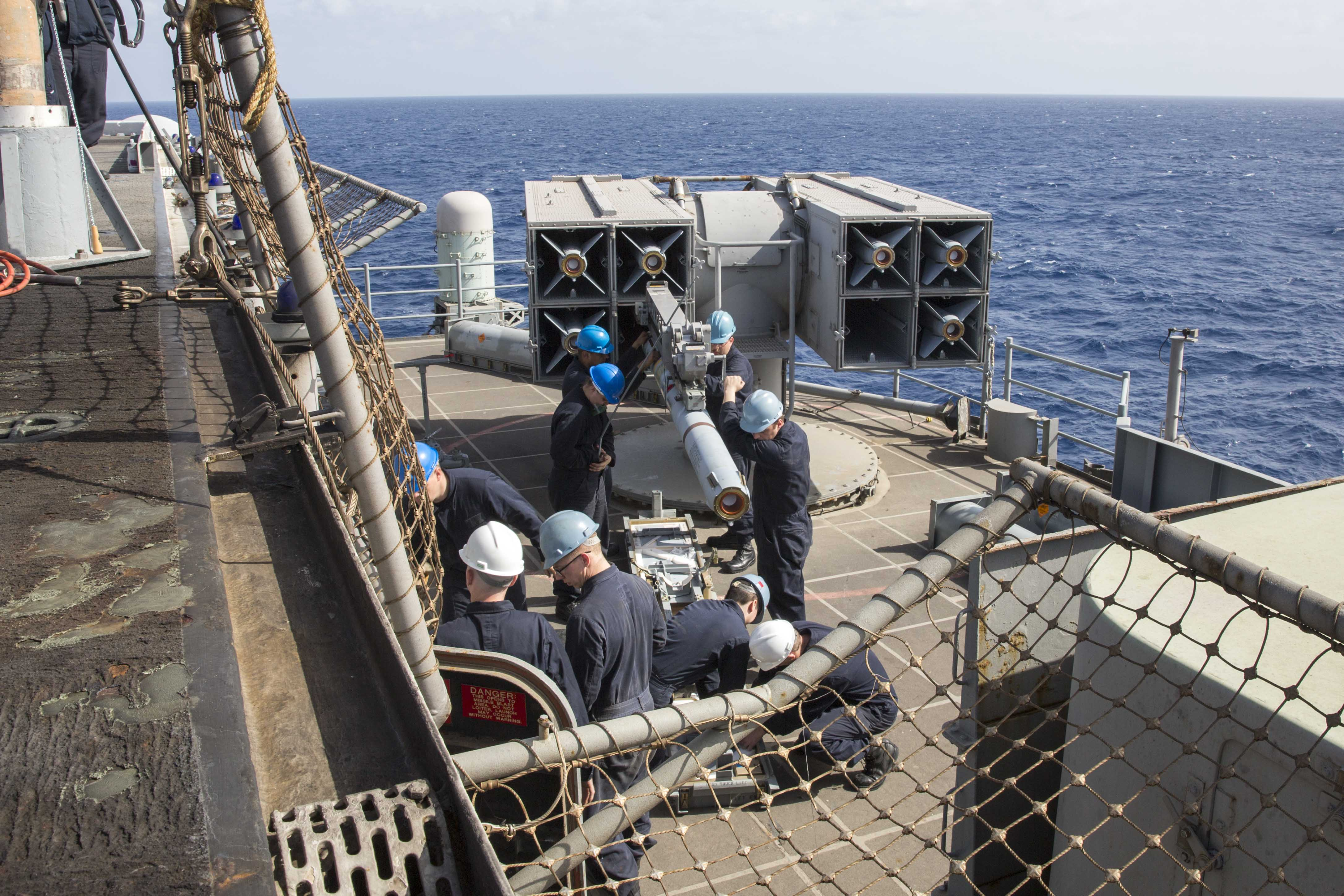
Immagine posteriore del lanciatore Mk 29 mentre viene ricaricato.

Il Sea Sparrow ha dato il via allo sviluppo del 'clone' italiano, il sistema Albatros per missili Sparrow, detto anche Aspide, sviluppato su richiesta e specifiche NATO dall'industria italiana Selenia. 
Le capacità del Sea Sparrow, essendo comunque poco adatte alla difesa ravvicinata, hanno comportato che a un certo punto fosse affiancato dai Phalanx CIWS, appositamente studiati per l'ingaggio a brevi distanze. Nel caso in cui la nave avesse avuto abbastanza spazio per entrambe le armi, si preferiva una soluzione che includesse entrambi i sistemi. 
Uno sviluppo molto più aggiornato e avanzato è il missile ESSM (Evolved Sea Sparrow), dotato di numerosi miglioramenti e spiccate capacità antimissile che ne fanno in realtà un'arma completamente nuova.

## Tecnica
Derivato direttamente dall'AIM-7 Sparrow condivide con il suo predecessore la maggior parte dei sistemi. Differentemente dal suo simile, la guida del Sea Sparrow avviene tramite due radar CW (Continue Wave) che operano in parallelo. Il primo dei due, che opera con un angolo di apertura piccolo, serve a illuminare l'obbiettivo, mentre il secondo radar, che opera con un angolo di apertura maggiore, serve a filtrare il clutter, causato dal riverbero delle onde elettromagnetiche emesse dall'impianto radar da parte della superficie del mare. 

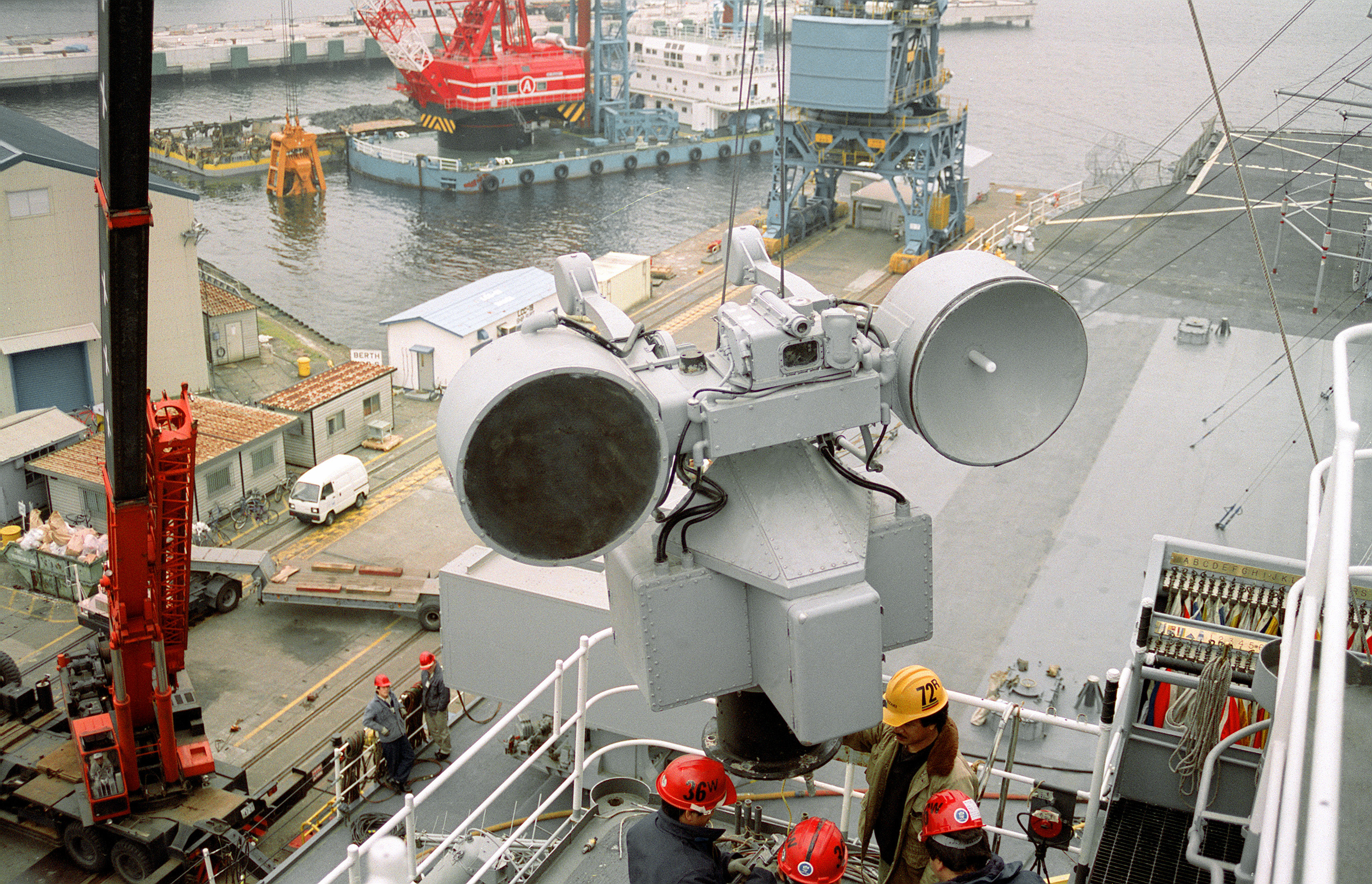
I radar Mk 115 usati per la direzione del tiro e l'ingaggio del bersaglio.

Questa tecnica fu appositamente sviluppata per contrastare velivoli a bassa quota e missili cruise. Tuttavia essa non fu disponibile sui primi modelli. Solo i missili prodotti a partire dal RIM-7F Block I sono in grado di sfruttare completamente questa tecnologia.

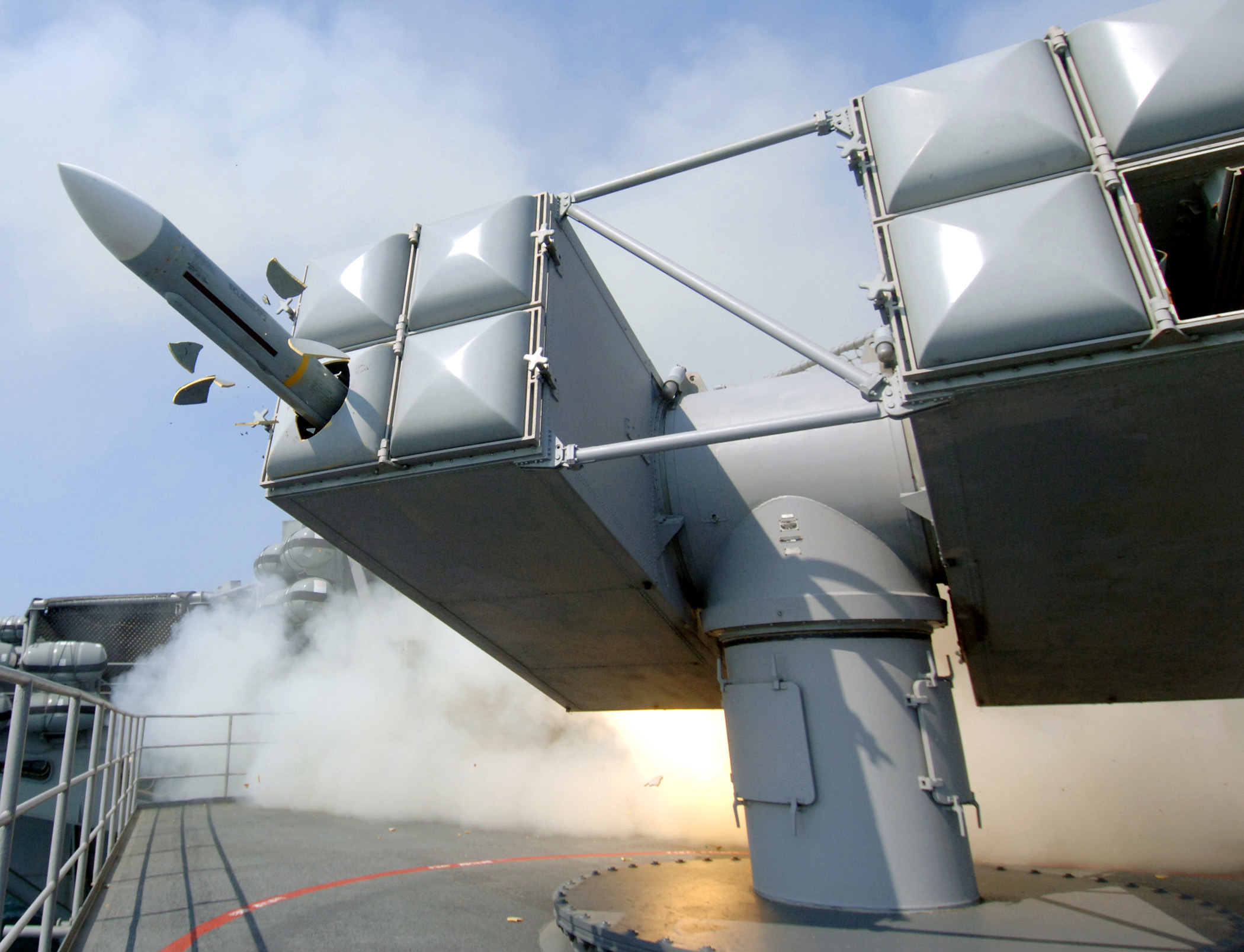
Il missile Sea Sparrow mentre esce dal suo alloggiamento nel lanciatore Mk 29.

Per quanto riguarda il lanciatore utilizzato, le versioni dalla RIM-7E alla RIM-7F impiegarono un lanciatore Mk 25 GMLS derivato dal lanciatore Mk 112 per i missili ASROC. Successivamente, a partire dalla versione RIM-7M, fu adottato un più moderno Mk 29, con migliore elevazione e brandeggio, che fu studiato e costruito appositamente per il Sea Sparrow.
Infine, è bene ricordare che il Sea Sparrow può anche operare come missile superficie-superficie, permettendo di attaccare obbiettivi terrestri e navali. Tuttavia le dimensioni ridotte della carica esplosiva, che è di circa 41 chilogrammi di peso, permettono solamente un utilizzo marginale di questa arma nel ruolo di missile superficie-superficie.

## Evoluzione e impiego
Come molti sistemi d'arma sviluppati negli Stati Uniti anche il Sea Sparrow è stato sottoposto a vari miglioramenti, e ha visto nel corso del suo impiego fino ai giorni nostri un costante lavoro di sviluppo. In particolare la manovrabilità di questo missile è stata decisamente migliorata rispetto ai modelli precedenti. Soprattutto per fare fronte alla minaccia rappresentata dai missili SS-N-22, che all'epoca della Guerra Fredda venivano impiegati dalla marina dell'Unione Sovietica, si migliorò il sistema di puntamento e di guida. Ciò nonostante questo missile, specialmente nelle prime versioni, aveva una probabilità relativamente bassa di colpire un missile cruise che operava manovre evasive. Ovviamente le versioni più recenti, come il RIM-7M, sono molto più evolute, e forniscono prestazioni migliori che permettono l'intercettazione dei missili in diverse condizioni. Tuttavia il Sea Sparrow non è in grado comunque di attaccare obbiettivi che volano più bassi di sette metri. Questa fu la ragione principale che portò allo sviluppo del RIM-162 Evolved Sea Sparrow anche noto con il nome di ESSM.
Nonostante il Sea Sparrow non si sia dimostrato particolarmente efficace nei confronti di obbiettivi agili che volano a bassa quota, il missile viene tuttora utilizzato da molte marine, compresa quella degli Stati Uniti, essendo ancora valido contro aerei e missili a quote medie. Inoltre, a causa dei costi eccessivi che si dovrebbero affrontare in caso dell'acquisizione di un nuovo sistema, è prevedibile che il Sea Sparrow rimarrà ancora per un certo numero di anni in servizio.

## Varianti

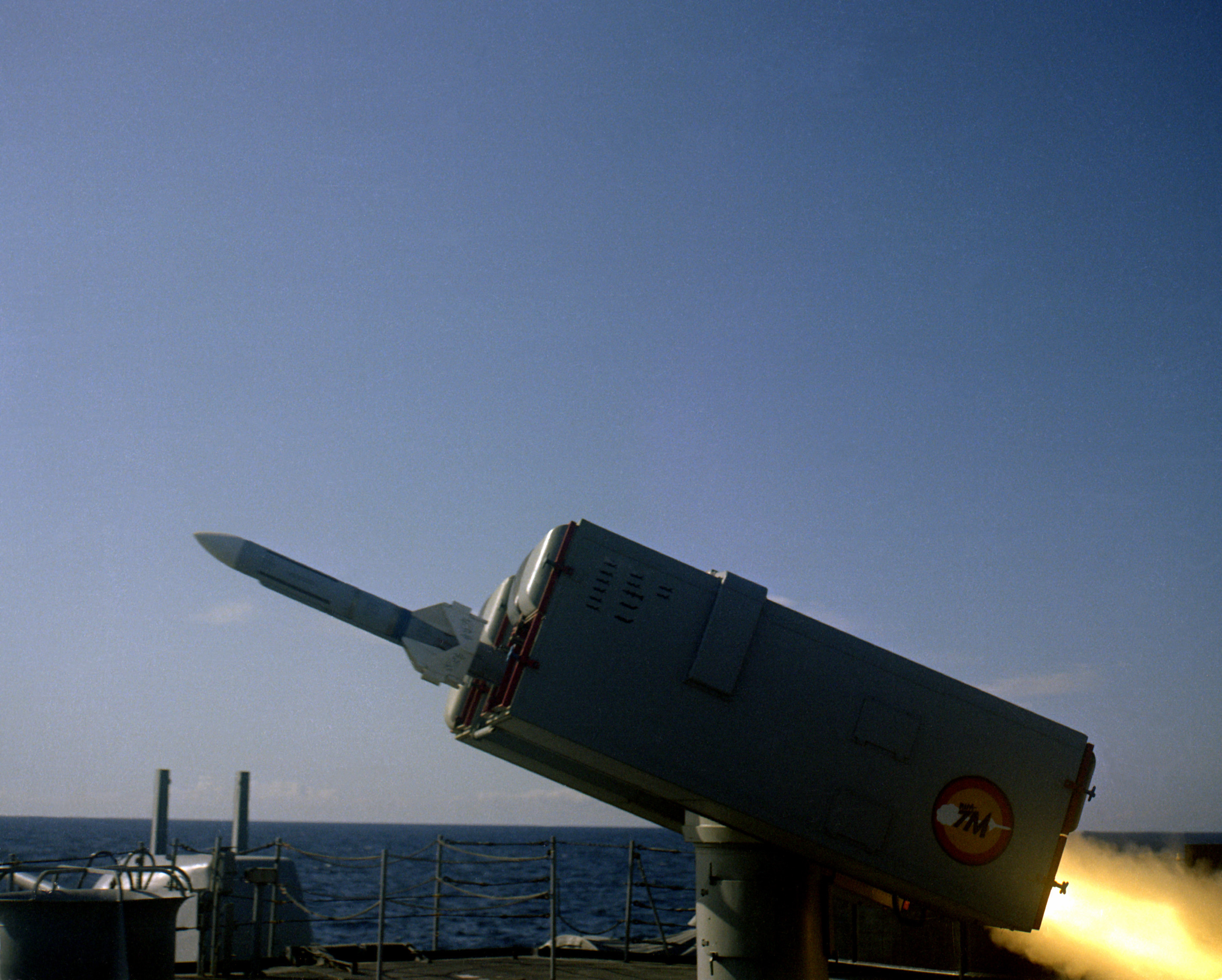
Lancio di un Sea Sparrow da un lanciatore Mk-29 installato sulla USS Hewitt nel 1983.

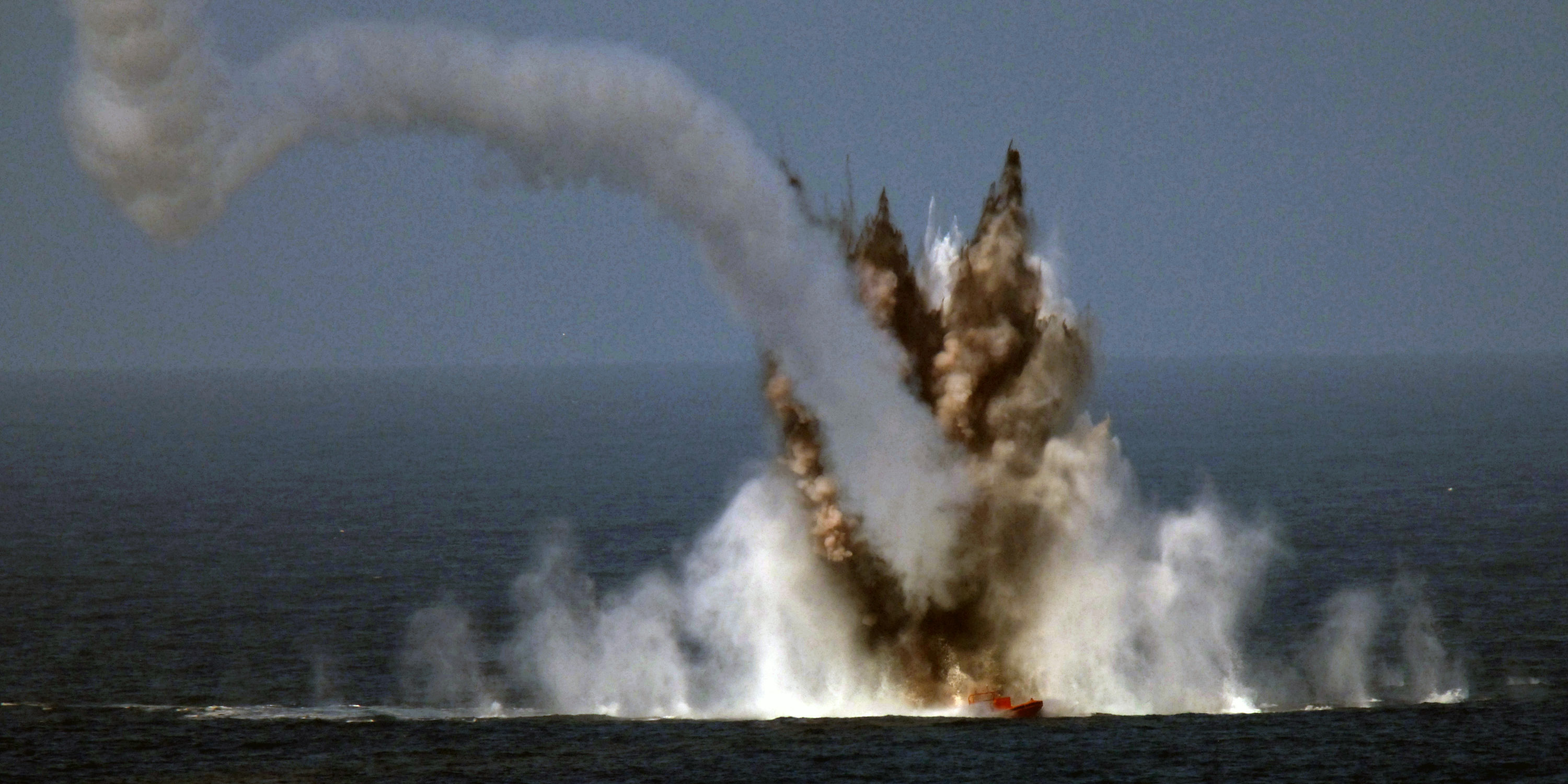
Sea Sparrow utilizzato contro un piccolo gommone che fa da obbiettivo.

- RIM-7E5: Versione base quasi identica ai prototipi.
- RIM-7F: Prima versione migliorata. In seguito non venne più prodotta in quanto doveva essere utilizzata sia per batterie navali che terrestri. Si preferì investire solamente nello sviluppo della versione navale.
  - RIM-7F Block I: Prima versione a essere in grado di contrastare efficacemente obbiettivi al disotto dei diciotto metri. Questa versione fu prodotta al fine di opporsi alla minaccia che rappresentavano i missili cruise.
  - RIM-7F Block II: Versione con capacità ECCM migliorate, non comprende però anche i miglioramenti apportati ai missili RIM-7F Block I.
- RIM-7H: Versione con sezioni alari modificate per poter entrare nei tubi di lancio della batteria Mk-29, pressoché identica ai missili della serie RIM-7F.
- RIM-7M: Versione ulteriormente modificata per essere lanciata da una batteria Mk 29 con 8 missili.
- RIM-7P: Variante nuova e completamente rielaborata che si suddivide in due lotti di produzione:
  - RIM-7P Block I: Versione con capacità di volo a bassa quota migliorate.
  - RIM-7P Block II: Versione con elettronica migliorata dotata di sistema EPROM. Questa versione oltre a disporre di un sistema ECCM migliorato dispone anche di un sistema di controllo di nuova concezione e di un software completamente rielaborato.
- RIM-7R: versione che sarebbe dovuta essere dotata di sistema di puntamento a raggi infrarossi non raggiunse mai la fase di produzione.
- RIM-7T: Si tratta della successiva generazione di Sea Sparrow il cui nome corretto è RIM-162 ESSM.